# محمدآباد ده‌نو
محمدآباد دهنو، روستایی از توابع بخش مرکزی شهرستان رفسنجان در استان کرمان ایران است.

## جمعیت
این روستا در دهستان رزم آوران قرار دارد و براساس سرشماری مرکز آمار ایران در سال ۱۳۸۵، جمعیت آن 2000نفر (250خانوار) بوده‌است.